# Göppingen
Göppingen (pronunciación en alemán: /ˈɡœpɪŋən/ⓘ) es una ciudad del estado federado alemán de Baden-Wurtemberg. Es la capital del distrito homónimo y forma parte de la Región Stuttgart.
Es la sede de Märklin, fabricante de trenes en miniatura.

## Sitios de interés
- EWS Arena